# Dimitri van Toren
Dimitri van Toren, officieel: Jan van Tooren (Breda, 16 december 1940 – Reusel, 21 mei 2015) was een Nederlandse zanger en kleinkunstenaar.

## Levensloop
Na zijn middelbareschoolopleiding studeerde hij aan de Academie voor de Vrije Kunst. In 1963 deed hij mee aan een talentenjacht in Oisterwijk waar hij tweede werd. Van Toren begon zijn carrière in de groepen The Hill Quarters genoemd naar het Bredase Heuvelkwartier en The Headlines, waarvan de single De nozempjes verscheen. Toen de groep uit elkaar viel, ging men verder onder de naam The Lettersets, in een andere samenstelling. In deze band speelden ook Pierre Kartner en Jaap Goedèl. De muziek werd onder de noemer folk en kleinkunst geplaatst.
Al tijdens het bestaan van The Lettersets begon Van Toren zijn eigen teksten en liedjes te schrijven en toen de groep ophield te bestaan, ging hij solo verder om zijn eigen nummers ten gehore te brengen. In 1966 kwam zijn eerste lp uit. Elly Zuiderveld-Nieman zong mee in twee nummers van het album Warm en Stil dat verscheen in 1972, nagenoeg gelijktijdig met het Elly en Rikkert-album Het Oinkbeest waarop Dimitri dan weer meespeelde. Bekend werd Van Toren vooral door de hits Hé, kom aan (1973), Een lied voor kinderen en Mooi, je bent de mooiste. In totaal heeft hij meer dan twintig lp's uitgebracht.
In de jaren tachtig wilde Van Toren wat meer tot rust komen en vertrok hij naar India. Zijn verblijf resulteerde in 1990 in een nieuw album, geïnspireerd op de Indiase cultuur, onder de titel Alsof de maan de aarde kust. Een van de nummers is weer Hé, kom aan, ditmaal in eenmalige samenwerking met Flairck.
Van Toren woonde sinds 1994 in de Brabantse plaats Reusel. Hij overleed aan de gevolgen van kanker op 74-jarige leeftijd.
De besloten uitvaartdienst vond plaats op 30 mei 2015 in Cultureel Centrum De Kei in Reusel. Tijdens de herdenkingsdienst waren er optredens van Dimitri's goede vrienden Lenny Kuhr, Armand, Miek en Roel, Onno Kuipers, Elly en Rikkert en van zijn vaste begeleiders Pieter Koster en Dirk Schreurs.

## Discografie

### Singles
| Single met eventuele hitnotering(en) in de Nederlandse Top 40 | Datum van verschijnen | Datum van binnenkomst | Hoogste positie | Aantal weken | Opmerkingen                                                                             |
| ------------------------------------------------------------- | --------------------- | --------------------- | --------------- | ------------ | --------------------------------------------------------------------------------------- |
| Hé, kom aan                                                   |                       | 26 mei 1973           | 5               | 13           | #6 in de Daverende 30                                                                   |
| Een lied voor kinderen                                        |                       | 6 oktober 1973        | 6               | 12           | #6 in de Daverende 30                                                                   |
| Een kind een kind                                             | 1982                  |                       |                 |              | samen met Lenny Kuhr, Bonnie St. Claire, Shirley Zwerus, Willem Duyn en Alexander Curly |
| Jij bent de mooiste                                           |                       | 5 juni 1976           | 32              | 2            |                                                                                         |
| Hé, kom aan                                                   |                       | 2 december 1989       | -               | -            | & Flairck / #27 in de Nationale Hitparade                                               |
| Er staren steeds meer mensen naar de hemel                    |                       | 6 juli 1991           | -               | -            | #33 in de Nationale Hitparade                                                           |

### Albums

#### Op lp
- 1966 Dimitri van Toren (heruitgegeven als Hé, kom aan)
- 1968 Tussen hemel en aarde
- 1969 De gelaatstrek van een lied
- 1970 Naar een onbekende omhelzing
- 1970 Dimitri Van Toren '63 - '64
- 1972 Warm en stil
- 1973 Zullen we dansen of hard weglopen
- 1973 Een portret van Dimitri Van Toren
- 1973 In de Teerstoof
- 1974 Dimitri van Toren
- 1975 Een nieuw portret van Dimitri Van Toren
- 1976 Door dromen getekend
- 1977 Uiterlijk Wel Innerlijk Nooit
- 1979 Scène Rustique
- 1980 Met 'n beetje geluk
- 1981 En soms waait er zoiets als vrede door mijn hart
- 1983 Drijfkracht
- 1986 Het beste van Dimitri van Toren

#### Op lp en cd
- 1988 Dwars door het pretpark
- 1989 Alsof de maan de aarde kust

#### Op cd
- 1991 Afwachtend en Oplettend
- 1992 En dan weer daar
- 1994 Onder dezelfde zon
- 1995 Dimitri Toren 30 jaar
- 1998 Verder almaar dichter
- 2000 Hé, kom aan 2000/Mijn generatie (2005)
- 2004 De vertelling gaat door
- 2015 Liedjes om te koesteren. Box met 5 cd's

### NPO Radio 2 Top 2000
| Nummers met noteringen in de NPO Radio 2 Top 2000 | '99  | '00  | '01  | '02  | '03  | '04  | '05  | '06  | '07  | '08  |
| ------------------------------------------------- | ---- | ---- | ---- | ---- | ---- | ---- | ---- | ---- | ---- | ---- |
| Een lied voor kinderen                            | -    | 1373 | 1752 | 1591 | 1887 | 1529 | 1886 | 1928 | 1836 | 1745 |
| Hé, kom aan                                       | 1397 | 1435 | 1237 | 1585 | 1687 | 1396 | 1500 | 1721 | 1695 | 1601 |

1. ↑  Een '-' betekent dat het nummer niet was genoteerd en een vetgedrukt getal geeft de hoogste notering van een nummer aan.
2. ↑  Deze tabel is bijgewerkt tot en met de laatste editie (2024).

- Gemeinsame Normdatei: 1169098428
- MusicBrainz: dd066e3c-8b8d-493f-922a-01ff65ec9d64
- Virtual International Authority File: 3984154015354509310006
- WorldCat: E39PBJj8MbdtQb6KydB7YCj3cP